# Hyporthodus perplexus
Hyporthodus perplexus is een straalvinnige vissensoort uit de familie van de zaag- of zeebaarzen (Serranidae). De wetenschappelijke naam van de soort werd voor het eerst geldig gepubliceerd in 1991 door Randall, Hoese & Last.